# Liste der Kulturdenkmale in Havetoft
In der Liste der Kulturdenkmale in Havetoft sind alle Kulturdenkmale der schleswig-holsteinischen Gemeinde Havetoft (Kreis Schleswig-Flensburg) aufgelistet (Stand: 10. März 2025).

## Legende
In den Spalten befinden sich folgende Informationen:
- Objekt-ID: die Nummer des Kulturdenkmales
- Lage: die Adresse des Kulturdenkmales und die geographischen Koordinaten. Kartenansicht, um Koordinaten zu setzen. In der Kartenansicht sind Kulturdenkmale ohne Koordinaten mit einem roten Marker dargestellt und können in der Karte gesetzt werden. Kulturdenkmale ohne Bild sind mit einem blauen Marker gekennzeichnet, Kulturdenkmale mit Bild mit einem grünen Marker.
- Offizielle Bezeichnung: Bezeichnung des Kulturdenkmales
- Beschreibung: die Beschreibung des Kulturdenkmales
- Bild: ein Bild des Kulturdenkmales

## Sachgesamtheiten
| Objekt-ID      | Lage                                                     | Offizielle Bezeichnung            | Beschreibung | Bild                             |
| -------------- | -------------------------------------------------------- | --------------------------------- | --- | -------------------------------- |
| 40942 Wikidata | Eckernförder Landstraße (54° 39′ 20″ N, 9° 31′ 2″ O)     | Kirche St. Marien mit Ausstattung | Aktualisierung vorgesehen Begründung: geschichtlich, künstlerisch, städtebaulich, Kulturlandschaft prägend Schutzumfang: Kirche St. Marien mit Ausstattung, Glockenhaus, Kirchhof, Grabmale bis 1870, Ostertor, Nebenpforte, Feldsteinwall | weitere Fotos \| Fotos hochladen |
| 37107 Wikidata | Pastor-Witt-Straße 6–6e, 6c (54° 38′ 41″ N, 9° 31′ 3″ O) | Elisabethheim                     | Elisabethheim; 1888-1911; als Waisenhaus durch Pastor Johannes Witt gegründet, Haupthaus in reduziert neogotischen Formen von 1888, T-förmig erweitert durch Schulanbau von 1893 und Saal von 1911, vorgelagert das sog. Inspektorenhaus von 1903 - Begründung: geschichtlich, städtebaulich, Kulturlandschaft prägend - Schutzumfang: Elisabethheim (Pastor-Witt-Straße 6, 6e), Wohnhaus/sog. Inspektorenhaus Pastor-Witt-Straße 6c | Fotos hochladen                  |

## Bauliche Anlagen
| Objekt-ID      | Lage                                                   | Offizielle Bezeichnung            | Beschreibung | Bild                             |
| -------------- | ------------------------------------------------------ | --------------------------------- | --- | -------------------------------- |
| 3077 Wikidata  | Eckernförder Landstraße (54° 39′ 20″ N, 9° 31′ 2″ O)   | Kirche St. Marien mit Ausstattung | Alteintragung (Aktualisierung vorgesehen) - Begründung: geschichtlich, künstlerisch, städtebaulich - Schutzumfang: Kirche St. Marien mit Ausstattung, Glockenhaus - Denkmaltyp: Bauliche Anlage, Sachgesamtheit: Kirche St. Marien | weitere Fotos \| Fotos hochladen |
| 7502 Wikidata  | Meiereistraße 2 (54° 39′ 3″ N, 9° 30′ 58″ O)           | Wohnhaus (Altenteil)              | Alteintragung (Aktualisierung vorgesehen) - Begründung: Alteintragung (Aktualisierung vorgesehen) - Schutzumfang: Alteintragung (Aktualisierung vorgesehen) - Denkmaltyp: Bauliche Anlage | BW                               |
| 45519 Wikidata | Pastor-Witt-Straße 6 – 6e (54° 38′ 39″ N, 9° 31′ 2″ O) | Elisabethheim                     | Elisabethheim; 1888; ehem. Waisenhaus, repräsentativer zweigeschossiger Backsteinbau auf hohem Putzsockel mit schiefergedecktem Walmdach, im Norden dreigeschossiger einachsiger Vorbau mit steilem Walmdach, im Erdgeschoss durch Säulen geöffnet, darin der Haupteingang mit zweiläufiger Treppe, im Süden zweigeschossiger Querbau mit steilem Satteldach, historistische Gestaltung, umlaufend Bänderung in schwarzem Backstein und Ecklisenen, teilweise charakteristische Spitzbögen, im Westen T-förmig durch Schule und Saal erweitert - Begründung: geschichtlich, städtebaulich, Kulturlandschaft prägend - Schutzumfang: gesamtes Objekt - Denkmaltyp: Bauliche Anlage, Sachgesamtheit: Elisabethheim | Fotos hochladen                  |

## Gründenkmale
| Objekt-ID      | Lage                                                 | Offizielle Bezeichnung | Beschreibung | Bild            |
| -------------- | ---------------------------------------------------- | ---------------------- | --- | --------------- |
| 26348 Wikidata | Eckernförder Landstraße (54° 39′ 19″ N, 9° 31′ 2″ O) | Kirchhof               | Alteintragung (Aktualisierung vorgesehen) - Begründung: geschichtlich, Kulturlandschaft prägend - Schutzumfang: Kirchhof, Grabmale bis 1870, Ostertor, Nebenpforte, Feldsteinwall - Denkmaltyp: Gründenkmal, Sachgesamtheit: Kirche St. Marien | Fotos hochladen |

## Quelle
- Liste der Kulturdenkmale in Schleswig-Holstein – Kreis Schleswig-Flensburg

- Karte mit allen Koordinaten:
- OSM |
- WikiMap